# Noopsyche
Die Noopsyche wird als der Teil des Seelenlebens definiert, der den Intellekt, also den kognitiven Anteil der Psyche, betrifft und für Urteilsvermögen, Intelligenz und Denken verantwortlich ist. Abgeleitet ist die Bezeichnung aus dem griechischen Wort noos (oder nous) für Verstand und psyche für Geist beziehungsweise Seele. Ein bedeutungsverwandter Begriff ist die Kognition. 
Die Noopsyche wird der Thymopsyche gegenübergestellt und setzt sich zusammen aus:
- Bewusstsein
- Orientierung
- Sensorium
- Intelligenz (Auffassung, Aufmerksamkeit, Konzentration)
- Gedächtnis
- Denken und Sprache